# Uwe Preißler
Uwe Preißler (* 17. Juni 1967 in Mühlhausen, Bezirk Erfurt) ist ein ehemaliger deutscher Radrennfahrer, der sowohl im Bahnradsport als auch im Straßenradsport aktiv war. Er nahm 1988 für die Deutsche Demokratische Republik an den Olympischen Sommerspielen teil und startete in seiner aktiven Zeit für den SC Turbine Erfurt. Anfang der 1990er Jahre wechselte er zum RC Olympia Dortmund.

## Sportliche Karriere

### Bahnradsport
Im Jahr 1985 wurde Uwe Preißler gemeinsam mit Michael Bock, Steffen Blochwitz und Thomas Liese Junioren-Weltmeister in der Mannschaftsverfolgung. Vom Nationalen Olympischen Komitee der DDR wurde er für die Olympischen Sommerspiele 1988 in Seoul nominiert und kam in der Mannschaftsverfolgung über 4000 Meter zum Einsatz. In der Qualifikationsrunde sicherte er mit seinen Teamkollegen das Weiterkommen. In den weiteren Runden kam er nicht mehr zum Einsatz. Trotzdem gehört er neben Steffen Blochwitz, Roland Hennig, Dirk Meier und Carsten Wolf zur Mannschaft, welche hinter der Sowjetunion Silber gewann. Bei den DDR-Bahn-Radmeisterschaften 1989 feierte er seinen größten nationalen Erfolg: Gemeinsam mit dem Team SC Turbine Erfurt gewann er in der Mannschaftsverfolgung über 4000 Meter den DDR-Meister-Titel.

### Straßenradsport
Er nahm sowohl an der DDR-Rundfahrt 1987 als auch an der DDR-Rundfahrt 1989 teil. 1987 belegte er bei der achten Etappe, welche rund um den Inselsberg führte, den vierten Platz und gewann in Spanien die Volta Provincia de Castello. 1988 gewann er das traditionsreiche Rennen Berlin–Leipzig im Spurt vor Uwe Raab. Im Jahr 1989 belegte er bei der sechsten Etappe, welche von Zwickau nach Schwarzenberg führte, und siebten Etappe, welche durch das Erzgebirge verlief, jeweils den siebten Platz. Im Jahr 1990 gewann er das Etappenrennen Circuit Franco-Belge.

## Erfolge
1985
- Junioren-Weltmeister – Mannschaftsverfolgung (mit Thomas Liese, Steffen Blochwitz und Michael Bock)

1988
- Olympische Spiele – Mannschaftsverfolgung
- Berlin–Leipzig

1989
- DDR-Meister – Mannschaftsverfolgung

1990
- eine Etappe Milk Race
- eine Etappe Kuba-Rundfahrt
- Gesamtwertung Circuit Franco-Belge

1992
- eine Etappe Tour DuPont